# Nieul-lès-Saintes
Nieul-lès-Saintes ist eine westfranzösische Gemeinde mit 1213 Einwohnern (Stand 1. Januar 2022) im Département Charente-Maritime in der Region Nouvelle-Aquitaine. Die Bewohner werden Nieulais und Nieulaises genannt.

## Lage
Nieul-lès-Saintes liegt ca. 40 Meter ü. d. M. in einer Entfernung von etwa zehn Kilometer (Fahrtstrecke) westlich von Saintes inmitten der Kulturlandschaft der Saintonge. Die Stadt Cognac liegt etwa 40 Kilometer östlich.

## Bevölkerungsentwicklung
| Jahr      | 1968 | 1975 | 1982 | 1990 | 1999 | 2006 | 2016 |
| Einwohner | 636  | 569  | 763  | 953  | 975  | 979  | 1221 |

Die Bevölkerung des Ortes ist wegen der Nähe zu Saintes und wegen des Neubaus einer Wohnsiedlung Ende der 1980er Jahre deutlich gewachsen.

## Wirtschaft
Landwirtschaft (Getreide und Wein) spielt immer noch die größte Rolle im Wirtschaftsleben der Gemeinde, die zum Weinbaugebiet der Fins Bois in der Region Cognac gehört.

## Geschichte
Über die Geschichte von Nieul-lès-Saintes sind keine speziellen Informationen publiziert. Die Geschichte des Ortes dürfte jedoch eng mit der von Saintes verknüpft sein.

## Sehenswürdigkeiten
Siehe auch: Liste der Monuments historiques in Nieul-lès-Saintes
- Wichtigste Sehenswürdigkeit von Nieul-lès-Saintes ist die romanische Kirche Saint-Martin, die – mit Ausnahme des im 19. Jahrhundert hinzugefügten Querhauses – dem späten 12. Jahrhundert zuzurechnen ist. Der stark verlängerte zweijochige Chorbereich mit einer nur zweifach gegliederten Apsis zeigt große Blendbögen; die einzelnen Segmente sind jeweils durch Dienste voneinander getrennt. Der oktogonale Vierungsturm, der als Glockenturm fungiert, hat Schallöffnungen nach allen Himmelsrichtungen. Die in zwei Ebenen unterteilte Westfassade der Kirche zeigt ein schönes Archivoltenportal, mit abstrakt-geometrischen Verzierungen der inneren Bögen. Der äußere Bogen hat ein ungewöhnliches figürliches Dekor: Anstelle der an dieser Stelle häufiger dargestellten 24 Ältesten der Apokalypse findet sich ein – eher weltlich anmutender – Reigen von paarweise angeordneten Musikanten und Tänzern. Das einschiffige und mit einem handwerklich sauber ausgeführten Mauerwerk versehene Kircheninnere ist mit einem angespitzten Tonnengewölbe bedeckt, welches im Bereich der Vierung von einem Kuppelgewölbe mit Gurtbogenunterzügen unterbrochen wird. Die Kapitelle im Vierungsbereich zeigen vegetabilische Ornamente und Fabeltiere (Chimären). Die Kirche wurde im Jahre 1907 als Monument historique klassifiziert.[1]
- Etwas außerhalb des Ortes befindet sich ein vertieft gelegenes und somit vor neugierigen Blicken geschütztes Waschhaus (lavoir) aus dem 19. Jahrhundert.
- Eine weitere Sehenswürdigkeit ist die etwa zwei Kilometer südwestlich gelegene und ehemals von einem Wassergraben umgebene  Ruine der Burg Nieul-lès-Saintes aus dem 14. Jahrhundert mit späteren Hinzufügungen. Abgesehen von der an Ketten aufgehängten großen Zugbrücke vor dem Eingangsportal ähnelt der turmlose Komplex insgesamt eher einem befestigten Gutshof als einer mittelalterlichen Burg. Selten zu sehen ist eine separate seitliche Fußgängerzugbrücke. Die in Privatbesitz befindlichen Gebäude und weitere Partien wurden im Jahre 1988 als eingeschriebenes Monument historique unter Schutz gestellt.[2]

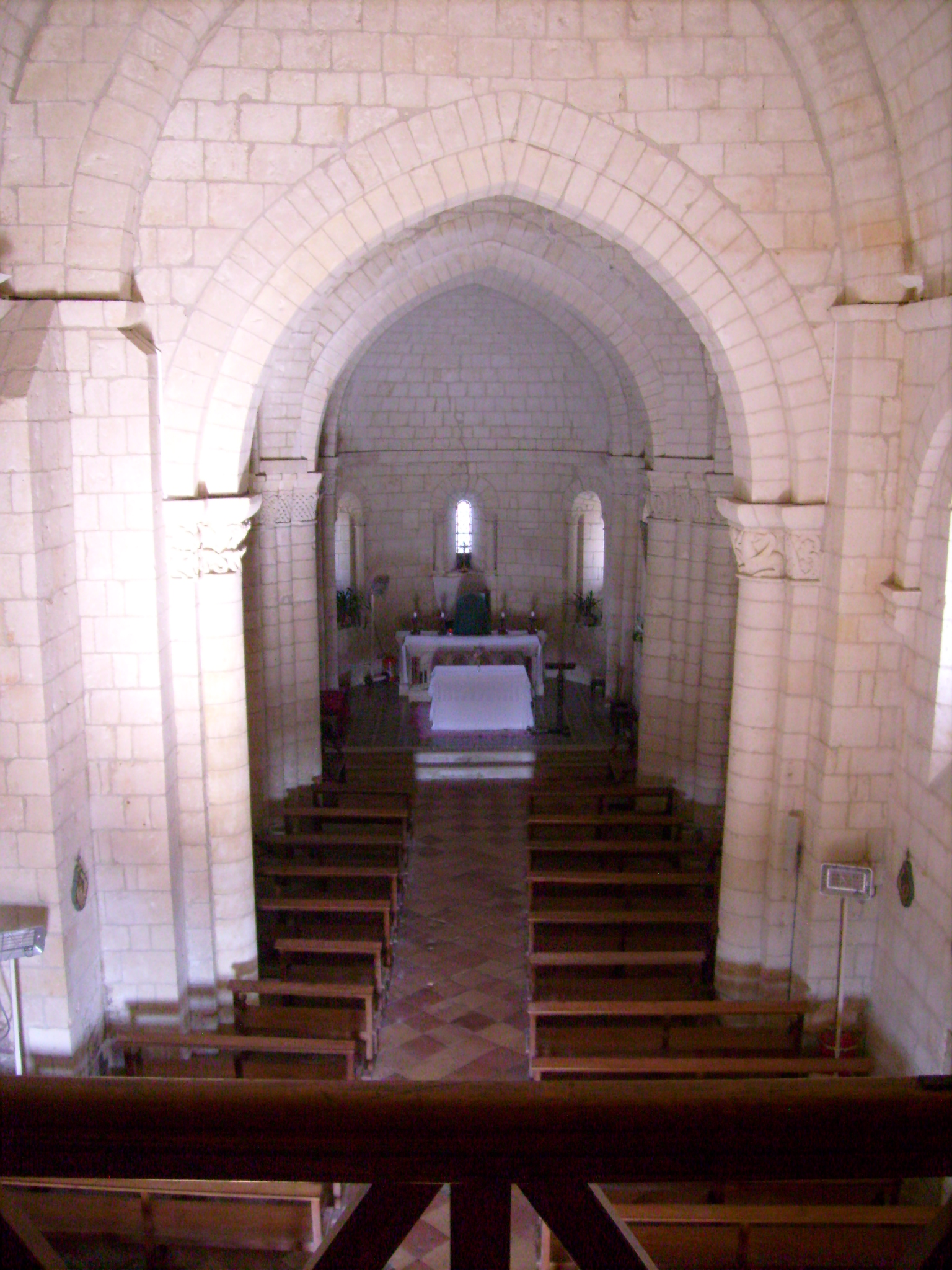
Kirche Saint-Martin
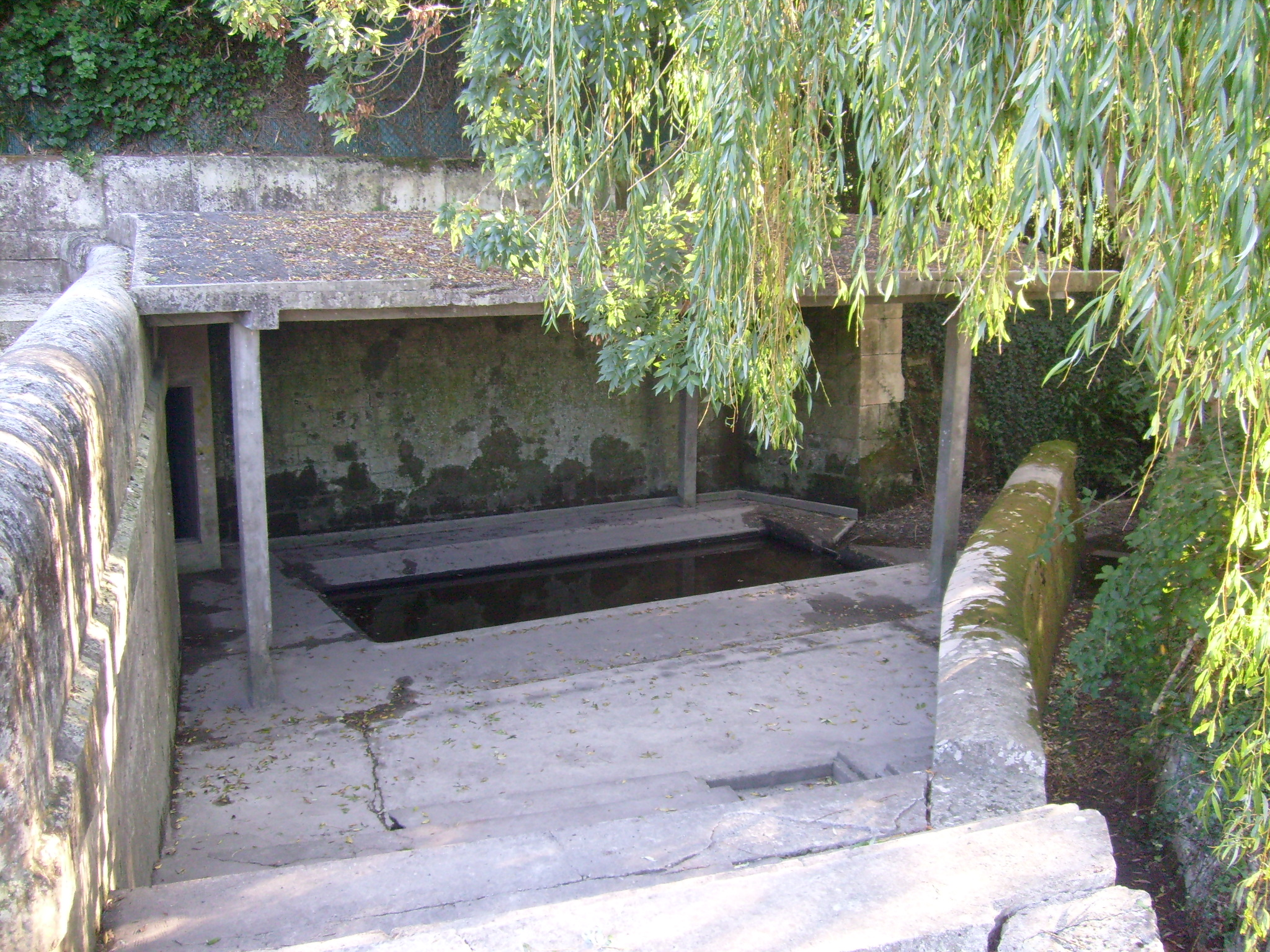
Waschhaus
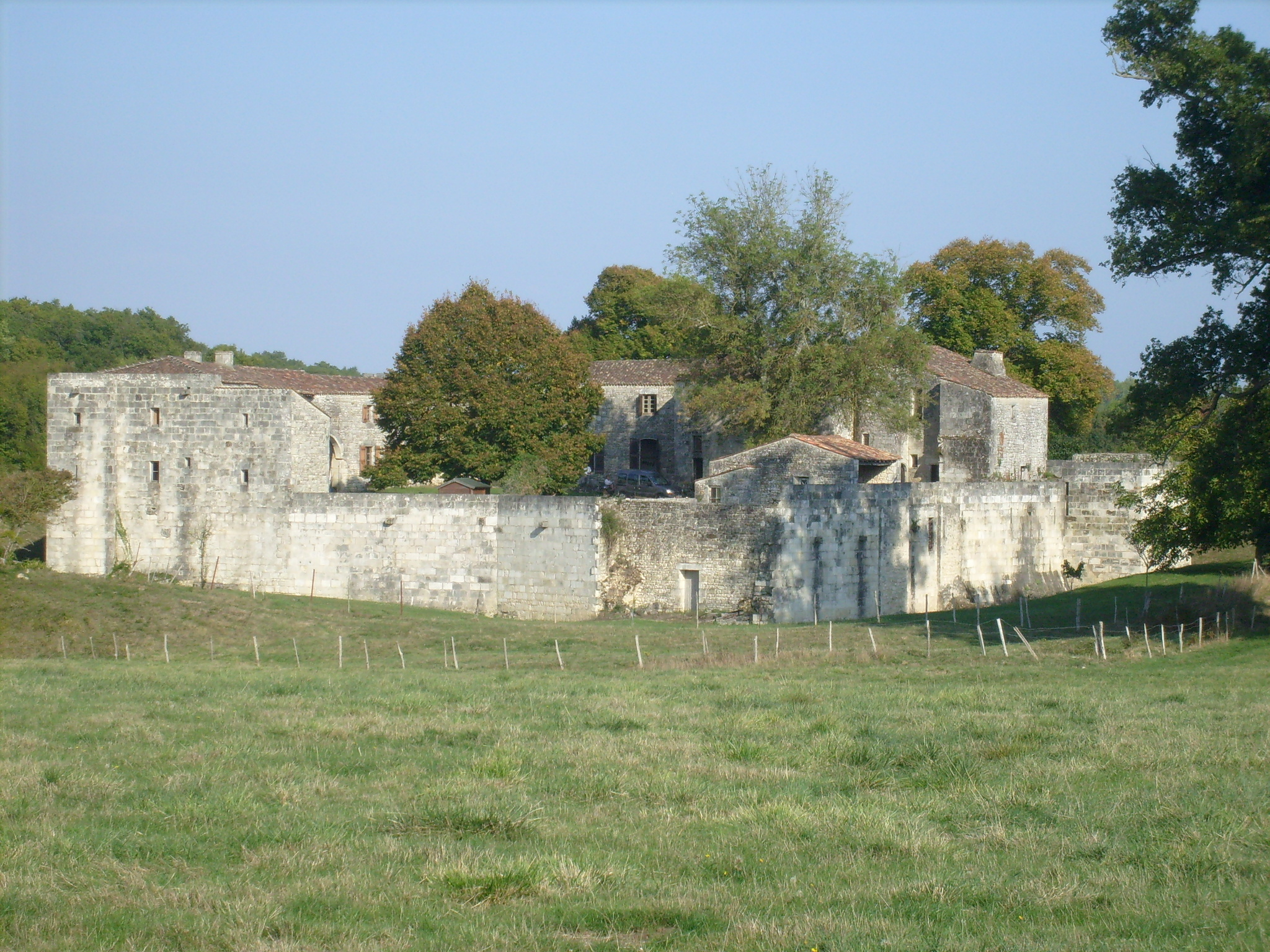
Burgruine
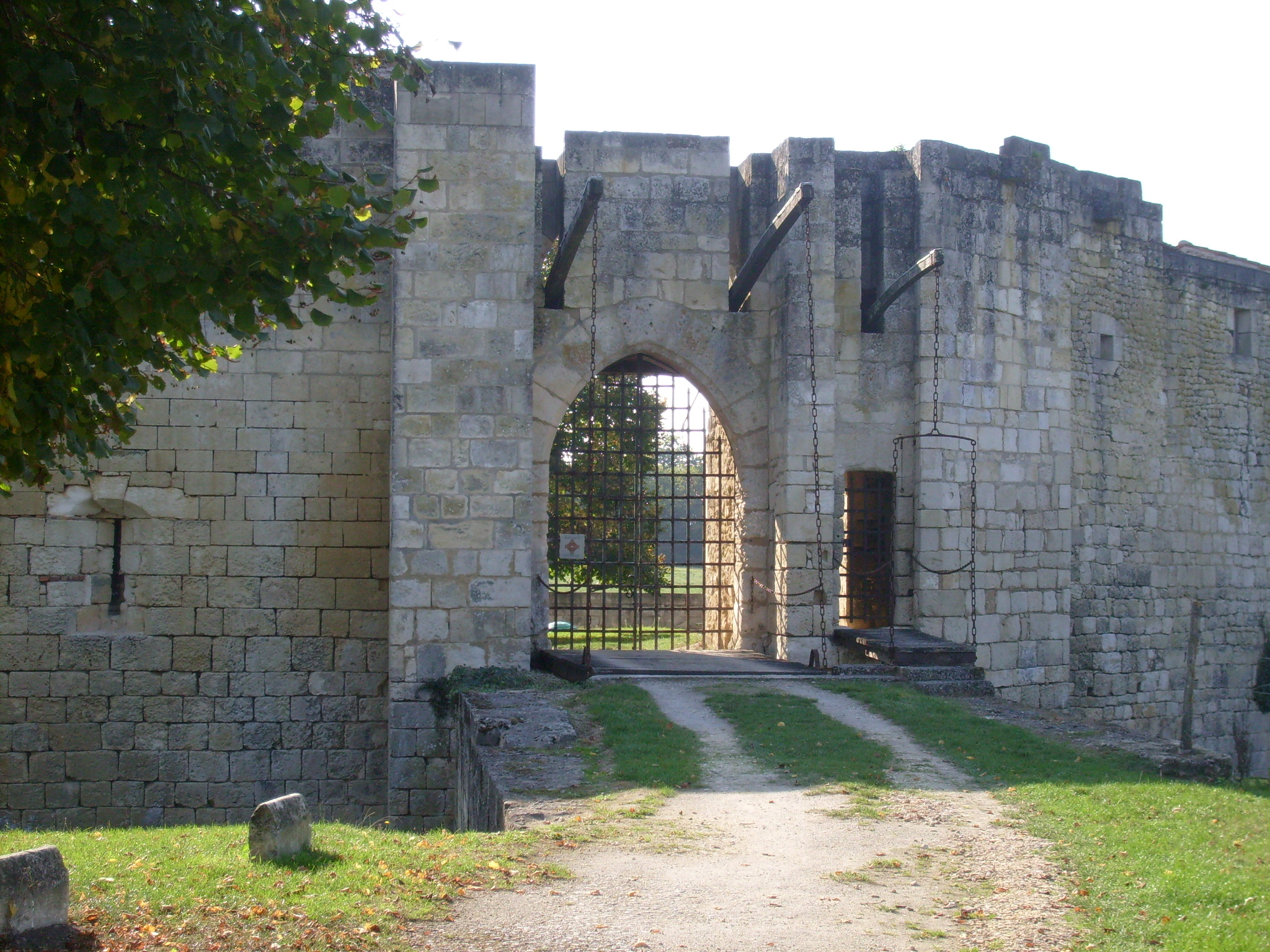
Zugbrücken